# El Ksar
El Ksar (arabe : القصر) ou Ksar est une ville située immédiatement à l'ouest de Gafsa (ouest de la Tunisie) dont elle est séparée par la vallée de l'oued Bayech.
Elle abrite une oasis, qu'elle partage avec Gafsa, alimentée par la source El Faouara.
Rattachée administrativement au gouvernorat de Gafsa, elle constitue une municipalité de 33 729 habitants en 2014, comprenant la cité de Lalla.
Elle est connue pour abriter l'aéroport international de Gafsa-Ksar.